# Akina Nakamori
Akina Nakamori (中森明菜 Nakamori Akina?,  13 de julio de 1965) es una cantante y actriz japonesa originaria de la ciudad de Kiyose, Tokio, y fue una de las personalidades más populares de su país en la década de 1980.
Conocida por su profunda voz, Akina debutó como cantante con su single debut "Slow Motion", lanzado cuando sólo tenía dieciséis años de edad. Pasando el tiempo la joven se alejó poco de la imagen de ídolo comenzando a cantar canciones más maduras y provocativas, con camaleónico cambios de tiempo en tiempo. Su madura y a la vez rebelde imagen se convirtió en el principal punto opuesto que tuvo con su eterna rival Seiko Matsuda, que tenía una imagen mucho más cándida e inocente. Los medios de comunicación las enfrentaron sin tregua durante toda la década de 1980, escudriñando cada detalle de su supuesta rivalidad. Sin embargo, durante ese tiempo Akina siempre expresó una gran admiración y respeto para Seiko, y hasta tararear sus canciones cuando a ambas les tocaba asistir a un programa de televisión a presentarse en vivo.
Tanto sus estilos de vestir y sus peinados fueron imitados por adolescentes en la década de 1980. Su sello discográfico la moldeó para ser la sucesor de la sofisticada Momoe Yamaguchi, cantante legendaria que se retiró a los veintidós años de edad tras contraer matrimonio. Las letras de sus temas siempre tenían presente temas como la rebelión y también la angustia, pero nunca alejándose de ese molde, ya que realmente Akina es desde niña y hasta la actualidad, una mujer llena de alegría.
Un gran impacto en su vida fue cuando en julio de 1989 se supo de su intento de suicidio al interior del departamento de su entonces novio Masahiro Kondo, después de que él decidiera terminar con la relación. Después de esta polémica su imagen se vio algo afectada, por lo que desapareció un tiempo de la luz pública. Desde aquí su carrera ha perdido repunte, y a pesar de que mantiene un nivel aceptable de seguidores, es considerablemente inferior a cuando era una de las más populares en los ochenta.
En la década de 1990 Akina incursionó en el acto, con éxito variable. Su calidad de voz ha sido apreciada por los críticos musicales de Japón como la quinta mejor voz de la industria, incluso superando a su eterna rival Seiko Matsuda, quién es considerada la séptima mejor.

## Discografía

### Sencillos
- 1982: «Slow Motion»
- 1982: «Second Love»
- 1984: «Southern Wind»
- 1985: «Sand Beige»
- 1985: «Solitude»
- 1986: «Desire»
- 1986: «Gypsy Queen»
- 1987: «Tango Noir»
- 1987: «Blonde»
- 1987: «Nanpasen»
- 1988: «Al-Mauj»
- 1988: «Tattoo»
- 1988: «I Missed "The Shock"»
- 1989: «Liar»
- 1990: «Dear Friend»
- 1993: «Everlasting Love»/«Not Crazy To Me»
- 1995: «Tokyo Rose»
- 1997: «Appetite»
- 1998: «Never Forget»
- 1999: «Ophelia»
- 1999: «Trust Me»
- 2001: «It's brand new day»
- 2002: «The Heat (musica fiesta)»
- 2003: «Days»
- 2010: «Crazy Love»
- 2015: «Unfixable»
- 2016: «Fixer While The Women Are Sleeping»

### Álbumes de estudio
- 1982: Prologue
- 1982: Variation
- 1983: Fantasy
- 1983: New Akina Etranger
- 1984: Anniversary
- 1984: Possibility
- 1985: Bitter and Sweet
- 1985: D404ME
- 1986: Fushigi
- 1986: Crimson
- 1987: Cross My Palm
- 1988: Stock
- 1988: Femme Fatale
- 1989: Cruise
- 1993: Unbalance+Balance
- 1995: La alteración
- 1997: Shaker
- 1998: Spoon
- 1999: Will
- 2002: Resonancia
- 2003: I hope so
- 2006: Destination
- 2009: Diva
- 2015: Fixer
- 2017: Akina

- Datos: Q1143664
- Multimedia: Nakamori Akina / Q1143664